# Фреч Галч (Калифорнија)
Фреч Галч (енгл. French Gulch) насељено је место без административног статуса у америчкој савезној држави Калифорнија.

## Демографија
По попису из 2010. године број становника је 346, што је 92 (36,2%) становника више него 2000. године.
| Група             | 2000.       | 2010.       |
| Белци             | 230 (90,6%) | 292 (84,4%) |
| Афроамериканци    | 0 (0,0%)    | 3 (0,9%)    |
| Азијати           | 2 (0,8%)    | 3 (0,9%)    |
| Хиспаноамериканци | 7 (2,8%)    | 17 (4,9%)   |
| Укупно            | 254         | 346         |